# Toplica
Toplica (Servisch: Топлички округ, Toplički okrug) is een district in Centraal-Servië. De hoofdstad is Prokuplje.

## Gemeenten
Toplica bestaat uit de volgende gemeenten:
- Prokuplje
- Blace
- Kuršumlija
- Žitorađa

## Bevolking
De bevolking bestaat uit de volgende etnische groepen:
- Serven: 96.889
- Roma: 3338